# Grand Prix Formule 1 van Australië 2017
De Grand Prix Formule 1 van Australië 2017 werd gehouden op 26 maart op het Albert Park Street Circuit. Het was de eerste race van het seizoen 2017.

## Vrije trainingen

### Achtergrond
Na afloop van de tweede vrije training werd bekend dat Sauber-coureur Pascal Wehrlein nog te veel last had van zijn blessures die hij opliep in januari tijdens een crash in de Race of Champions en daarom niet van start zou gaan in deze race. Zijn plaats werd ingenomen door Antonio Giovinazzi, die normaliter testcoureur is bij Ferrari.

### Uitslagen
- Er wordt enkel de top-5 weergegeven.

| Vrije training 1 | Pos | No | Coureur          | Constructeur       | Tijd     |
| ---------------- | --- | -- | ---------------- | ------------------ | -------- |
| Vrije training 1 | 1   | 44 | Lewis Hamilton   | Mercedes           | 1:24.220 |
| Vrije training 1 | 2   | 77 | Valtteri Bottas  | Mercedes           | 1:24.803 |
| Vrije training 1 | 3   | 3  | Daniel Ricciardo | Red Bull-TAG Heuer | 1:24.886 |
| Vrije training 1 | 4   | 33 | Max Verstappen   | Red Bull-TAG Heuer | 1:25.246 |
| Vrije training 1 | 5   | 7  | Kimi Räikkönen   | Ferrari            | 1:25.372 |
| Vrije training 2 | Pos | No | Coureur          | Constructeur       | Tijd     |
| Vrije training 2 | 1   | 44 | Lewis Hamilton   | Mercedes           | 1:23.620 |
| Vrije training 2 | 2   | 5  | Sebastian Vettel | Ferrari            | 1:24.167 |
| Vrije training 2 | 3   | 77 | Valtteri Bottas  | Mercedes           | 1:24.176 |
| Vrije training 2 | 4   | 7  | Kimi Räikkönen   | Ferrari            | 1:24.525 |
| Vrije training 2 | 5   | 3  | Daniel Ricciardo | Red Bull-TAG Heuer | 1:24.650 |
| Vrije training 3 | Pos | No | Coureur          | Constructeur       | Tijd     |
| Vrije training 3 | 1   | 5  | Sebastian Vettel | Ferrari            | 1:23.380 |
| Vrije training 3 | 2   | 77 | Valtteri Bottas  | Mercedes           | 1:23.859 |
| Vrije training 3 | 3   | 44 | Lewis Hamilton   | Mercedes           | 1:23.870 |
| Vrije training 3 | 4   | 7  | Kimi Räikkönen   | Ferrari            | 1:23.988 |
| Vrije training 3 | 5   | 27 | Nico Hülkenberg  | Renault            | 1:25.063 |

## Kwalificatie

### Kwalificatieverslag
Lewis Hamilton behaalde voor Mercedes de pole position tijdens de eerste race van het seizoen. Ferrari-coureur Sebastian Vettel eindigde op de tweede plaats, terwijl Hamiltons teamgenoot Valtteri Bottas de race vanaf de derde startplaats mag aanvangen. Kimi Räikkönen kwalificeerde zich in de andere Ferrari op de vierde plaats, voor de Red Bull van Max Verstappen. De zesde plaats wordt ingenomen door Haas-coureur Romain Grosjean, terwijl Williams-coureur Felipe Massa en het Toro Rosso-duo Carlos Sainz jr. en Daniil Kvjat zich respectievelijk als zevende, achtste en negende kwalificeerden. De top 10 werd afgesloten door Red Bull-coureur Daniel Ricciardo, die in het laatste deel van de kwalificatie een crash meemaakte voordat hij een tijd kon zetten.
Lance Stroll crashte in de derde vrije training en moest als gevolg zijn versnellingsbak vervangen. Dit kwam hem te staan op een straf van vijf startplaatsen voor de race. Ook Daniel Ricciardo moest zijn versnellingsbak vervangen na zijn crash in de kwalificatie.

### Kwalificatie-uitslag
| Pos                 | No | Coureur            | Constructeur         | Q1       | Q2       | Q3        | Grid |
| ------------------- | -- | ------------------ | -------------------- | -------- | -------- | --------- | ---- |
| 1                   | 44 | Lewis Hamilton     | Mercedes             | 1:24.191 | 1:23.251 | 1:22.188  | 1    |
| 2                   | 5  | Sebastian Vettel   | Ferrari              | 1:25.210 | 1:23.401 | 1:22.456  | 2    |
| 3                   | 77 | Valtteri Bottas    | Mercedes             | 1:24.514 | 1:23.215 | 1:22.481  | 3    |
| 4                   | 7  | Kimi Räikkönen     | Ferrari              | 1:24.352 | 1:23.376 | 1:23.033  | 4    |
| 5                   | 33 | Max Verstappen     | Red Bull-TAG Heuer   | 1:24.482 | 1:24.092 | 1:23.485  | 5    |
| 6                   | 8  | Romain Grosjean    | Haas-Ferrari         | 1:25.419 | 1:24.718 | 1:24.074  | 6    |
| 7                   | 19 | Felipe Massa       | Williams-Mercedes    | 1:25.099 | 1:24.597 | 1:24.443  | 7    |
| 8                   | 55 | Carlos Sainz jr.   | Toro Rosso           | 1:25.542 | 1:24.997 | 1:24.487  | 8    |
| 9                   | 26 | Daniil Kvjat       | Toro Rosso           | 1:25.970 | 1:24.864 | 1:24.512  | 9    |
| 10                  | 3  | Daniel Ricciardo   | Red Bull-TAG Heuer   | 1:25.383 | 1:23.989 | geen tijd | 15   |
| 11                  | 11 | Sergio Pérez       | Force India-Mercedes | 1:25.064 | 1:25.081 |           | 10   |
| 12                  | 27 | Nico Hülkenberg    | Renault              | 1:24.975 | 1:25.091 |           | 11   |
| 13                  | 14 | Fernando Alonso    | McLaren-Honda        | 1:25.872 | 1:25.425 |           | 12   |
| 14                  | 31 | Esteban Ocon       | Force India-Mercedes | 1:26.009 | 1:25.568 |           | 13   |
| 15                  | 9  | Marcus Ericsson    | Sauber-Ferrari       | 1:26.236 | 1:26.465 |           | 14   |
| 16                  | 36 | Antonio Giovinazzi | Sauber-Ferrari       | 1:26.419 |          |           | 16   |
| 17                  | 20 | Kevin Magnussen    | Haas-Ferrari         | 1:26.847 |          |           | 17   |
| 18                  | 2  | Stoffel Vandoorne  | McLaren-Honda        | 1:26.858 |          |           | 18   |
| 19                  | 18 | Lance Stroll       | Williams-Mercedes    | 1:27.143 |          |           | 20   |
| 20                  | 30 | Jolyon Palmer      | Renault              | 1:28.244 |          |           | 19   |
| 107% tijd: 1:30.084 |    |                    |                      |          |          |           |      |

## Wedstrijd

### Achtergrond
Het was de eerste race voor Williams-rijder Lance Stroll en Sauber-coureur  Antonio Giovinazzi. McLaren-rijder Stoffel Vandoorne en Force India-coureur Esteban Ocon, die in 2016 respectievelijk één en negen Grands Prix hebben gereden, staan aan de start van hun eerste volledige Formule 1-seizoen.

### Raceverslag
De race werd gewonnen door Sebastian Vettel, die door een betere strategie de leiding in handen kreeg en deze niet meer afstond. Lewis Hamilton, die door een vroege pitstop achter Max Verstappen terecht kwam en hem een niet kon passeren, bereikte de finish op de tweede plaats, kort voor zijn teamgenoot Valtteri Bottas. Kimi Räikkönen eindigde op de vierde plaats. Hij zag in de slotfase van de race Verstappen tot op korte afstand naderen, maar dit kwam niet tot een aanval en Verstappen werd vijfde. Felipe Massa was op de zesde plaats de laatste coureur die in dezelfde ronde als de winnaar finishte. Force India-coureur Sergio Pérez werd zevende, voor het Toro Rosso-duo Carlos Sainz jr. en Daniil Kvjat. De top 10 werd afgesloten door Esteban Ocon, die zijn eerste punt uit zijn Formule 1-carrière scoorde.

### Race-uitslag
| Pos. | No. | Coureur            | Constructeur         | Rondes | Tijd/Oorzaak uitval | Grid | Punten |
| ---- | --- | ------------------ | -------------------- | ------ | ------------------- | ---- | ------ |
| 1    | 5   | Sebastian Vettel   | Ferrari              | 57     | 1:24:11.672         | 2    | 25     |
| 2    | 44  | Lewis Hamilton     | Mercedes             | 57     | +9.975              | 1    | 18     |
| 3    | 77  | Valtteri Bottas    | Mercedes             | 57     | +11.250             | 3    | 15     |
| 4    | 7   | Kimi Räikkönen     | Ferrari              | 57     | +22.393             | 4    | 12     |
| 5    | 33  | Max Verstappen     | Red Bull-TAG Heuer   | 57     | +28.827             | 5    | 10     |
| 6    | 19  | Felipe Massa       | Williams-Mercedes    | 57     | +1:23.386           | 7    | 8      |
| 7    | 11  | Sergio Pérez       | Force India-Mercedes | 56     | +1 ronde            | 10   | 6      |
| 8    | 55  | Carlos Sainz jr.   | Toro Rosso           | 56     | +1 ronde            | 8    | 4      |
| 9    | 26  | Daniil Kvjat       | Toro Rosso           | 56     | +1 ronde            | 9    | 2      |
| 10   | 31  | Esteban Ocon       | Force India-Mercedes | 56     | +1 ronde            | 13   | 1      |
| 11   | 27  | Nico Hülkenberg    | Renault              | 56     | +1 ronde            | 11   |        |
| 12   | 36  | Antonio Giovinazzi | Sauber-Ferrari       | 55     | +2 ronden           | 16   |        |
| 13   | 2   | Stoffel Vandoorne  | McLaren-Honda        | 55     | +2 ronden           | 18   |        |
| DNF  | 14  | Fernando Alonso    | McLaren-Honda        | 50     | Ophanging           | 12   |        |
| DNF  | 20  | Kevin Magnussen    | Haas-Ferrari         | 46     | Ophanging           | 17   |        |
| DNF  | 18  | Lance Stroll       | Williams-Mercedes    | 40     | Remmen              | 20   |        |
| DNF  | 3   | Daniel Ricciardo   | Red Bull-TAG Heuer   | 25     | Motor               | Pit  |        |
| DNF  | 9   | Marcus Ericsson    | Sauber-Ferrari       | 21     | Hydraulisch         | 14   |        |
| DNF  | 30  | Jolyon Palmer      | Renault              | 15     | Remmen              | 19   |        |
| DNF  | 8   | Romain Grosjean    | Haas-Ferrari         | 13     | Waterlek            | 6    |        |

## Tussenstanden wereldkampioenschap
Betreft tussenstanden voor het wereldkampioenschap na afloop van de race.

### Coureurs
| Positie | No. | Rijder           | Team                 | Punten |
| ------- | --- | ---------------- | -------------------- | ------ |
| 01      | 5   | Sebastian Vettel | Ferrari              | 25     |
| 02      | 44  | Lewis Hamilton   | Mercedes             | 18     |
| 03      | 77  | Valtteri Bottas  | Mercedes             | 15     |
| 04      | 7   | Kimi Räikkönen   | Ferrari              | 12     |
| 05      | 33  | Max Verstappen   | Red Bull-TAG Heuer   | 10     |
| 06      | 19  | Felipe Massa     | Williams-Mercedes    | 08     |
| 07      | 11  | Sergio Pérez     | Force India-Mercedes | 06     |
| 08      | 55  | Carlos Sainz jr. | Toro Rosso           | 04     |
| 09      | 26  | Daniil Kvjat     | Toro Rosso           | 02     |
| 10      | 31  | Esteban Ocon     | Force India-Mercedes | 01     |

### Constructeurs
| Positie | Team                 | Punten |
| ------- | -------------------- | ------ |
| 01      | Ferrari              | 37     |
| 02      | Mercedes             | 33     |
| 03      | Red Bull-TAG Heuer   | 10     |
| 04      | Williams-Mercedes    | 08     |
| 05      | Force India-Mercedes | 07     |
| 06      | Toro Rosso           | 06     |
| 07      | Renault              | 0      |
| 08      | Sauber-Ferrari       | 0      |
| 09      | McLaren-Honda        | 0      |
| 10      | Haas-Ferrari         | 0      |